# Weltersbach (Speyerbach)
Der Weltersbach ist ein knapp drei Kilometer langer Waldbach im rheinland-pfälzischen Landkreis Bad Dürkheim, der von links und Nordwesten in den Speyerbach mündet. Das Bestimmungswort des Namens leitet sich von einem althochdeutschen Personennamen *Welt(h)er ab.

## Verlauf
Der Weltersbach entspringt im Pfälzerwald in einem Mischwald in tiefer Talmulde nördlich des Weltersbergs (486,2 m ü. NHN), östlich des Riesenbergs (517,4 m ü. NHN) und südöstlich des Leiterbergs (507,4 m ü. NHN) auf einer Höhe von etwa 353 m ü. NHN. Er fließt zunächst in östlicher Richtung knapp einen Kilometer am Nordfuß des Weltersbergs entlang durch ein enges und waldreiches Tal, wechselt dann vor dem quer voranliegenden Hohen Oselkopf (497,7 m ü. NHN) nach Südsüdosten. Danach zwängt er sich in noch hangsteilerem Kerbtal zwischen dem Weltersberg im Westen und dem Niederen Oselkopf (428 m ü. NHN) im Osten hindurch.
Zuallerletzt unterquert er die vom Elmsteiner Ortsteil Schwarzbach nach Elmstein führende Landesstraße 499 und mündet schließlich gut einen halben Kilometer östlich des Elmsteiner Weilers Mückenwiese auf einer Höhe von 263 m ü. NHN unterirdisch verdolt von links in den aus dem Westen kommenden oberen Speyerbach.

## Tourismus
An seinem Oberlauf wird der Weltersbach von einem Wanderweg überquert, der mit einem blau-gelben Balken markiert ist und unter anderem die Verbindung mit Lauterecken und Sankt Germanshof schafft.